# Prodotto interno
In matematica, il prodotto interno o derivata interna è una derivazione di grado −1 sull'algebra esterna delle forme differenziali su varietà lisce.

## Definizione
Dato uno spazio vettoriale {\displaystyle V}, detto {\displaystyle \Lambda ^{p}V} l'insieme delle {\displaystyle p}-forme su {\displaystyle V}, per ogni vettore {\displaystyle X\in V} si definisce {\displaystyle \iota _{X}} l'applicazione
{\displaystyle \iota _{X}:\Lambda ^{p}V\to \Lambda ^{p-1}V}
{\displaystyle \omega \mapsto \iota _{X}\omega }
per cui
{\displaystyle (\iota _{X}\omega )(X_{1},\dots ,X_{p-1})=\omega (X,X_{1},\dots ,X_{p-1})}
Pertanto, il prodotto interno agisce su una {\displaystyle p}-forma restituendo una {\displaystyle (p-1)}-forma data dalla contrazione della forma differenziale con il vettore associato al prodotto.
A partire dalla definizione è facile dimostrare alcune proprietà del prodotto interno:
- Linearità in {\displaystyle \omega }
- Linearità in {\displaystyle X}
- Regola di Leibniz graduata: {\displaystyle \iota _{X}(\omega \wedge \xi )=(\iota _{X}\omega )\wedge \xi +(-1)^{p}\omega \wedge \iota _{X}\xi \qquad \omega \in \Lambda ^{p}}
- Anticommutatività: {\displaystyle \iota _{X}\iota _{Y}+\iota _{Y}\iota _{X}=0}

Dall'anticommutatività discende immediatamente la nilpotenza, ovvero {\displaystyle \iota _{X}^{2}=0}. Tale proprietà, unità alla validità della regola di Leibniz graduata, rende il prodotto interno un'operazione di derivazione, in questo caso di grado {\displaystyle -1} perché la forma di arrivo è di un ordine inferiore rispetto a quella di partenza.